# Squarepusher Presents Shobaleader One: d'Demonstrator
Albums de Squarepusher
Solo Electric Bass 1 Ufabulum
Squarepusher Presents Shobaleader One: d'Demonstrator est un album produit par Squarepusher, qui est sorti physiquement le 18 octobre 2010. Il s'agit d'un album du groupe virtuel de Squarepusher : Shobaleader One.

## Liste des morceaux
| d'Demonstrator | d'Demonstrator                                 | d'Demonstrator | d'Demonstrator | d'Demonstrator | d'Demonstrator | d'Demonstrator | d'Demonstrator | d'Demonstrator | d'Demonstrator |
| No             | Titre                                          | Durée          |                |                |                |                |                |                |                |
| -------------- | ---------------------------------------------- | -------------- | -------------- | -------------- | -------------- | -------------- | -------------- | -------------- | -------------- |
| 1.             | Plug Me In                                     | 4:49           |                |                |                |                |                |                |                |
| 2.             | Laser Rock                                     | 4:43           |                |                |                |                |                |                |                |
| 3.             | Into The Blue                                  | 4:46           |                |                |                |                |                |                |                |
| 4.             | Frisco Wave                                    | 3:45           |                |                |                |                |                |                |                |
| 5.             | Megazine                                       | 4:35           |                |                |                |                |                |                |                |
| 6.             | Abstract Lover                                 | 3:46           |                |                |                |                |                |                |                |
| 7.             | Endless Night                                  | 5:05           |                |                |                |                |                |                |                |
| 8.             | Cryptic Motion                                 | 6:13           |                |                |                |                |                |                |                |
| 9.             | Maximum Planck                                 | 6:59           |                |                |                |                |                |                |                |
| 10.            | On Fire Again (bonus track sur le CD japonais) | 4:30           |                |                |                |                |                |                |                |
| 44:39          |                                                |                |                |                |                |                |                |                |                |

## Single
Squarepusher & Edrec Present Shobaleader One - Cryptic Motion est un single de Shobaleader One, qui est sorti en vinyle et en téléchargement le 30 août 2010 sur le label Ed Banger Records.
| Cryptic Motion | Cryptic Motion                  | Cryptic Motion | Cryptic Motion | Cryptic Motion | Cryptic Motion | Cryptic Motion | Cryptic Motion | Cryptic Motion | Cryptic Motion |
| No             | Titre                           | Durée          |                |                |                |                |                |                |                |
| -------------- | ------------------------------- | -------------- | -------------- | -------------- | -------------- | -------------- | -------------- | -------------- | -------------- |
| 1.             | Cryptic Motion                  | 6:10           |                |                |                |                |                |                |                |
| 2.             | Cryptic Motion (Mr. Oizo Remix) | 3:56           |                |                |                |                |                |                |                |
| 10:06          |                                 |                |                |                |                |                |                |                |                |